# ハリー・ポーター
ハリー・フランクリン・ポーター（Harry Franklin Porter、1882年8月31日 - 1965年6月27日）は、アメリカ合衆国の陸上競技選手である。ポーターは1908年に開催されたロンドンオリンピックの走高跳で金メダルを獲得した。

## 経歴
コーネル大学在学中のポーターは、目立つ選手ではなかった。1905年のIC4A（en:IC4A）主催の競技会で2位になったのが最高の成績だった。
ポーターは大学卒業後に頭角を現し、1908年にAAUの競技会で優勝した後、ロンドンオリンピックで金メダルを獲得した。
ポーターは1909年に同年の世界最高となる1m93cmを記録し、1911年にはAAUの競技会で1位タイになっている。